# Miss et Mister Suisse romande
Miss et Mister Suisse romande est le nom d'un concours annuel de beauté organisé en Suisse romande et pendant lequel les titres de Miss Suisse romande et Mister Suisse romande sont remis.
La première organisation jointe des concours Miss Suisse romande et Mister Suisse romande a eu lieu en 2010, avec une finale le 29 mai 2010 à l'auditorium Stravinski.

## Palmarès
| Année       | Miss Suisse Romande    | 1re Dauphine        | 2e Dauphine              | Mister Suisse Romande | 1er Dauphin            | 2e Dauphin         |
| ----------- | ---------------------- | ------------------- | ------------------------ | --------------------- | ---------------------- | ------------------ |
| 2010        | Charlotte Médigue (VD) | Marie Mayor (VS)    | Lauriane Toniutti (NE)   | Linton Gomes (VD)     | Dominique Capraro (VS) | Novely Norbel (VD) |
| 2011 - 2012 | Aline Bacher (VD)      | Ellen Batelaan (GE) | Sarah Stuckelberger (GE) | Raphaël Millius (VS)  | Filipe Pires (GE)      | B. M. (GE)         |
| 2013        | Souheila Yacoub (GE)   | Houda Memlouk (GE)  | Marine Bovier (VS)       | Ulysse Fretitas (GE)  | Kevin Eyer (GE)        | Joel Da Cruz (GE)  |